# Pharaxonotha

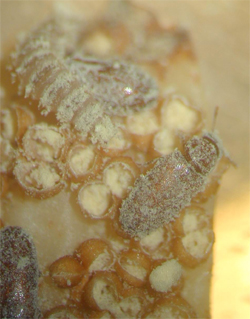
Pharaxonotha esperanzae, adultos y larva

Pharaxonotha es un género primitivo de escarabajos de la familia Erotylidae de distribución muy amplia que abarca Asia, África y América. Su especie tipo, P. kirschii, tiene una distribución casi mundial como plaga leve de productos de almacén como granos y tubérculos. Muchas de las especies de Pharaxontha con historia natural conocida tienen  asociación con especies de Cycadales. Muchas de ellas están aún por describir. Pharaxonotha es el más importante entre los géneros de insectos polinizadores de cícadas. Está asociado con Ceratozamia, Dioon, Microcycas y Zamia, cuatro de los once géneros Cycadales. Hay 13 especies descritas (Leschen, 2003; Chaves & Genaro, 2005; Franz & Skelley, 2008).

## Caracteres del adulto
Cuerpo alargado entre unos 2,1 cm y 4,5 cm, y ancho entre unos 0,8 cm y 1,8 cm,  ligeramente convexo; pubescencia ligera, no densa, inconspicua. Coloración de castaño rojizo oscuro a castaño rojizo pálido, sin grandes manchas regulares. Cabeza ligeramente más larga que ancha. Ojos de tamaño moderado a grande, con facetas gruesas. Clípeo ancho aproximadamente como la mitad de la cabeza, su margen frontal ligeramente sinuoso. Sutura clipeofrontal ausente en la parte media. Vértex con línea transversa, y con dos limas estridulatorias occipitales separadas moderadamente. Estrías supraoculares a veces presentes. Rebordes postoculares pueden o no estar presentes. Antenas relativamente cortas, su inserción oculta desde visión dorsal. Maza antenal desarrollada, poco conspicua, sus antenómeros  de longitudes similares, los dos primeros semiesféricos y el último bastante redondeado, sección circular o algo elíptica. Mandíbulas con dos o, a veces una de ellas,  tres dientes, bordes subapicales internos no serrados. Lacinias con dos espinas. Mentón con carina media, puede tener bolsillos laterales. Paraglosas iguales o más anchas que la lígula que es poco desarrollada. Línea gular transversa ausente. Pronoto de ligera a moderadamente transverso, impresiones prebasales pequeñas suelen estar presentes, ángulos anteriores pobremente desarrollados, obtusos, ángulos posteriores menos obtusos, bordes lisos. Conductos glandulares multitubulares suelen estar presentes bajo la carina lateral del pronoto. Proceso prostérnico algo estrecho. Cavidades procoxales externamente con abertura ligera detrás entre pleura y el proceso prostérnico; internamente son cerradas. Bolsillos mesepistérnicos bien desarrollados. Mesocoxas muy juntas. Articulación mesometaventral monocondílica. Metasterno ligeramente transverso, su línea media impresa se extiende dos tercios de su longitud desde la base, líneas femorales submesocóxicas ausentes. Ctenidio metepistérnico ausente. Metendosternito con placas laterales  (láminas metafurcales) estrechas y tendones anteriores separados poco menos que el ancho del  pedúnculo basal medio, éste bien desarrollado. Ventritos abdominales uno y dos libres. Proceso intercoxal del abdomen estrecho y puntiagudo élitros glabros o finamente pubescentes, punturas pequeñas en estrías, estriola escutelar presente,  punturas en intervalos muy pequeñas y poco visibles. Alas posteriores con celda radial presente, celda anal casi siempre ausente y mancha medial presente. Tarsómeros 1 a 3 cilíndricos o cónicos. Longitud del tarsómero 1 más largo que el 2; tarsómero 3 no lobulado;  tarsómero 4 presenta dos cerdas y suele estar reducido a la mitad de la longitud del 2;  y el 5 es igual o más largo que 1 y 2 juntos. Espermateca elongada sin hoyo apical (Sen Gupta & Crowson, 1971; Pakaluk, 1988; Węgrzynowicz, 2002; Leschen, 2003).

## Caracteres de la larva
Longitud aproximadamente entre 4 y 7,5 mm, ancho máximo en el tercer segmento abdominal aproximadamente entre 0,9 y 1,4 m. Forma casi cilíndrica, pero con  algún estrechamiento en los extremos. Color general amarillento, con una banda  ancha transversa de apariencia granulada de color castaño en cada uno de los segmentos toráxicos y abdominales. Tiene además numerosas setas largas en todos los segmentos con una distribución típica. Cabeza más ancha que larga, proyectada horizontalmente, epignata, redondeada a los lados, de color castaño a castaño claro. Sutura epicraneal  con forma de lira, sin rama metópica. Tiene cinco ocelos a cada lado, agrupados cuatro en cuadro cerca de la antena y un quinto más ventralmente. Antena relativamente corta, sobre una base cónica elevada. Cuerpo. La placa del pronoto es castaño amarillento, más largo y liso que cualquier otra placa tergal.  La superficie de cada placa tergal lleva numerosas callosidades oscuras de color castaño separadas entre sí cerca de un diámetro formando una banda oscura. En el vértice medio estas bandas se interrumpen por una sutura pálida estrecha. Los márgenes anteriores y posteriores de cada tergito son pálidos y sin esculturas, como las pleuras y el esternón. El noveno tergito abdominal, visto desde arriba, es semicircular y lleva posteriormente dos  seudocercos agudos, con espacio redondeado entre ellos y además lleva unas cinco verrugas como cuernos a cada lado. El décimo segmento abdominal es ventral, ligeramente posterior al centro del noveno segmento. Éste forma la base de un tubo corto desde cual  el  seudópodo se extiende. Las patas son más bien cortas, no muy juntas y portando un número moderado de setas cortas agudas (Roberts, 1939).

## Especies dePharaxonothadescritas, distribución y asociación conocida
- P. bouchardti Grouvelle. - Sumatra y Java.

- P. clarkorum Pakaluk, 1988. - Costa Rica en Zamia skinneri.

- P. confusa Pakaluk, 1988. - Costa Rica   en Zamia fairchildeana.

- P. discimaculata Mader. - China.

- P. esperanzae Chaves & Genaro, 2005. - Cuba en Microcycas calocoma.

- P. floridana (Casey, 1890)  [=Planismus floridanus Casey, 1890; =Pharaxonotha zamiae Blake, 1928]. - Estados Unidos (Florida  y Georgia) en Zamia integrifolia.

- P. intermedia Chujo. -  Laos.

- P. kirschii  Reitter, 1875  (=Thalisella conradti Gorham, 1898). - México y Centroamérica en granos y tubérculos almacenados.

- P. lata Grouvelle. - China.

- P. nigra (Gorham). - Sur de India y Tailandia.

- P. portophylla Franz & Skelley, 2008 - Puerto Rico. En Zamia ambyphyllidia y Zamia portoricensis

- P. vittata Arrow. - Birmania, Vietnam.

- P. yunnanensis Grouvelle. - China (Yunan).